# Stijn Vlaminck
Stijn Vlaminck (9 maart 1979) is een voormalige Belgische voetballer. Vlaeminck was een verdediger en stopte in 2007 met voetballen. Hij speelde meer dan 100 wedstrijden in Eerste Klasse bij SK Beveren en KVC Westerlo.